# Vola (Band)
Vola (italienisch fliege, stilisiert als VOLA) ist eine dänische Progressive-Metal-Band aus Kopenhagen.

## Geschichte
Die Band wurde im Jahre 2006 gegründet, als der Sänger und Gitarrist Asger Mygind mit seinen Schulfreunden Niels Dreijer (Gitarre), Jeppe Bloch (Bass), Martin Werner (Keyboards) und Niklas Scherfig (Schlagzeug) zu jammen begann. Noch im Gründungsjahr nahm die Band erste Demos auf und veröffentlichte zwei Jahre später die Debüt-EP Homesick Machinery. Anschließend verließen Jeppe Bloch und Niklas Scherfig die Band und wurden durch Nicolai Mogensen und Felix Ewert ersetzt. In dieser Besetzung spielten Vola die zweite EP Monsters ein, die im Jahre 2011 erschien. Ein Jahr später verließ auch Niels Dreijer die Band, woraufhin Asger Mygind neben dem Gesang ebenfalls die Gitarre übernahm.
Am 2. Februar 2015 veröffentlichte die Band im Selbstverlag ihr Debütalbum Inmazes und spielten im gleichen Jahr auf Festivals wie dem Euroblast Festival oder dem ProgPower Europe. Kurze Zeit später wurden Vola von Mascot Records unter Vertrag genommen, die das Album im Jahre 2016 neu veröffentlichte. Ebenfalls 2016 tourten Vola im Vorprogramm von Katatonia durch Europa. Ein Jahr später verließ der Schlagzeuger Felix Ewert die Band und wurde durch den Schweden Adam Janzi ersetzt. Im Sommer 2018 spielte die Band auf dem Bloodstock Open Air und veröffentlichten am 12. Oktober 2018 ihr zweites Studioalbum Applause of a Distant Crowd.
Vola tourten daraufhin zunächst im Vorprogramm von Monuments bzw. Haken, bevor im Herbst 2019 die erste Headlinertournee folgte. Anschließend begann die Band mit der Arbeit an ihrem dritten Studioalbum Witness, welches von Asger Mygind produziert wurde und am 21. Mai 2021 erschien. Das Album erreichte Platz 52 der deutschen und Platz 90 der Schweizer Albumcharts. Ein Jahr später veröffentlichten Vola das Livealbum Live from the Pool und spielte auf den Festivals Alcatraz Hard Rock & Metal Festival, Copenhell, Summer Breeze, Tuska Open Air Metal Festival.
Am 1. November 2024 erschien das vierte Studioalbum Friend of a Phantom. Bei dem Lied Cannibal ist Anders Fridén von der Band In Flames als Gastsänger zu hören. Auch dieses Album wurde von Asger Mygind produziert, während Jacob Hansen das mixen und mastern übernahm.

## Stil
James Christopher Monger vom Onlinemagazin Allmusic beschrieb Vola als grenzenverschiebende Progressive-Rock-Band, die mutig an der Verknüpfung von Art-Metal, Electronica, Rock und Djent steht. Mit ihrem zweiten Studioalbum Applause of a Distant Crowd begann die Band, mehr elektronische Elemente zu integrieren. Vola nennen Bands wie Porcupine Tree, Meshuggah, Opeth, Mew oder Devin Townsend als Haupteinflüsse.

## Diskografie
Alben

| Jahr | Titel Musiklabel                           | Höchstplatzierung, Gesamtwochen, AuszeichnungChartplatzierungen (Jahr, Titel, Musiklabel, Platzierungen, Wochen, Auszeichnungen, Anmerkungen) | Höchstplatzierung, Gesamtwochen, AuszeichnungChartplatzierungen (Jahr, Titel, Musiklabel, Platzierungen, Wochen, Auszeichnungen, Anmerkungen) | Anmerkungen                                                                           |
| Jahr | Titel Musiklabel                           | DE | CH | Anmerkungen                                                                           |
| ---- | ------------------------------------------ | --- | --- | ------------------------------------------------------------------------------------- |
| 2015 | Inmazes Selbstverlag                       | — | — | Erstveröffentlichung: 2. Februar 2015 Wiederveröffentlichung 2016 über Mascot Records |
| 2018 | Applause of a Distant Crowd Mascot Records | — | — | Erstveröffentlichung: 12. Oktober 2018                                                |
| 2021 | Witness Mascot Records                     | DE52 (1 Wo.)DE | CH90 (1 Wo.)CH | Erstveröffentlichung: 21. Mai 2021                                                    |
| 2024 | Friend of a Phantom Mascot Records         | — | CH94 (1 Wo.)CH | Erstveröffentlichung: 1. November 2024                                                |

Livealben
- 2022: Live from the Pool

EPs
- 2008: Homesick Machinery
- 2011: Monsters
- 2017: October Session

Musikvideos
- 2015: Gutter Moon
- 2016: Stray the Skies
- 2017: Emily
- 2018: Smartfriend
- 2018: Ghosts
- 2018: Alien Shivers
- 2019: Ruby Pool
- 2020: Head Mounted Sideways
- 2021: Straight Lines
- 2021: 24 Light-Years
- 2021: These Black Claws (feat. Shahmen)
- 2023: Paper Wolf
- 2024: Break My Lying Tongue
- 2024: Cannibal (feat. Anders Fridén)